# Bessenay
Bessenay és un municipi francès situat al departament del Roine i a la regió d'Alvèrnia-Roine-Alps. L'any 2007 tenia 2.180 habitants.

## Demografia

### Població
El 2007 la població de fet de Bessenay era de 2.180 persones. Hi havia 801 famílies de les quals 198 eren unipersonals (101 homes vivint sols i 97 dones vivint soles), 264 parelles sense fills, 288 parelles amb fills i 51 famílies monoparentals amb fills.
La població ha evolucionat segons el següent gràfic:
Habitants censats

### Habitatges
El 2007 hi havia 970 habitatges, 820 eren l'habitatge principal de la família, 82 eren segones residències i 68 estaven desocupats. 779 eren cases i 189 eren apartaments. Dels 820 habitatges principals, 599 estaven ocupats pels seus propietaris, 207 estaven llogats i ocupats pels llogaters i 14 estaven cedits a títol gratuït; 6 tenien una cambra, 37 en tenien dues, 130 en tenien tres, 217 en tenien quatre i 430 en tenien cinc o més. 591 habitatges disposaven pel capbaix d'una plaça de pàrquing. A 335 habitatges hi havia un automòbil i a 419 n'hi havia dos o més.

### Piràmide de població
La piràmide de població per edats i sexe el 2009 era:
| Homes | Edats   | Dones |
| ----- | ------- | ----- |
| 0     | 95 o +  | 0     |
| 0     | 90 a 94 | 8     |
| 8     | 85 a 89 | 16    |
| 12    | 80 a 84 | 12    |
| 28    | 75 a 79 | 28    |
| 28    | 70 a 74 | 40    |
| 48    | 65 a 69 | 36    |
| 56    | 60 a 64 | 52    |
| 52    | 55 a 59 | 44    |
| 68    | 50 a 54 | 60    |
| 80    | 45 a 49 | 64    |
| 88    | 40 a 44 | 76    |
| 44    | 35 a 39 | 84    |
| 52    | 30 a 34 | 36    |
| 44    | 25 a 29 | 48    |
| 60    | 20 a 24 | 56    |
| 68    | 15 a 19 | 72    |
| 60    | 10 a 14 | 44    |
| 72    | 5 a 9   | 72    |
| 32    | 0 a 4   | 48    |

## Economia
El 2007 la població en edat de treballar era de 1.363 persones, 981 eren actives i 382 eren inactives. De les 981 persones actives 922 estaven ocupades (488 homes i 434 dones) i 59 estaven aturades (23 homes i 36 dones). De les 382 persones inactives 139 estaven jubilades, 135 estaven estudiant i 108 estaven classificades com a «altres inactius».

### Ingressos
El 2009 a Bessenay hi havia 844 unitats fiscals que integraven 2.196 persones, la mediana anual d'ingressos fiscals per persona era de 18.443 €.

### Activitats econòmiques
Dels 131 establiments que hi havia el 2007, 1 era d'una empresa extractiva, 3 d'empreses alimentàries, 1 d'una empresa de fabricació de material elèctric, 5 d'empreses de fabricació d'altres productes industrials, 25 d'empreses de construcció, 27 d'empreses de comerç i reparació d'automòbils, 5 d'empreses de transport, 9 d'empreses d'hostatgeria i restauració, 1 d'una empresa d'informació i comunicació, 2 d'empreses financeres, 10 d'empreses immobiliàries, 21 d'empreses de serveis, 17 d'entitats de l'administració pública i 4 d'empreses classificades com a «altres activitats de serveis».
Dels 37 establiments de servei als particulars que hi havia el 2009, 1 era una oficina de correu, 1 una oficina bancària, 1 funerària, 5 tallers de reparació d'automòbils i de material agrícola, 4 guixaires pintors, 3 fusteries, 8 lampisteries, 5 electricistes, 2 perruqueries, 1 veterinari, 2 restaurants, 3 agències immobiliàries i 1 saló de bellesa.
Dels 7 establiments comercials que hi havia el 2009, 1 era una botiga de menys de 120 m², 2 fleques, 1 una carnisseria, 1 una botiga de roba, 1 un drogueria i 1 una floristeria.
L'any 2000 a Bessenay hi havia 73 explotacions agrícoles que ocupaven un total de 750 hectàrees.

## Equipaments sanitaris i escolars
L'únic equipament sanitari que hi havia el 2009 era una farmàcia.
El 2009 hi havia 2 escoles elementals.

## Poblacions més properes
El següent diagrama mostra les poblacions més properes.